# Cargaruaya insignita
Cargaruaya insignita is een hooiwagen uit de familie Gonyleptidae.De wetenschappelijke naam Cargaruaya insignita is gebaseerd op een publicatie van Roewer.